# 이쿠지촌
이쿠지촌(生路村)은 아이치현 지타군에 설치되었던 촌이다. 현재의 히가시우라정에 해당한다.